# Hans Hausrath
Hans Hausrath (* 5. Oktober 1866 in Karlsruhe; † 29. August 1945 in Freiburg im Breisgau) war ein deutscher Forstwissenschaftler. Er ist vor allem mit forstgeschichtlichen Studien hervorgetreten und war ein bedeutender Waldbauhistoriker.

## Leben
Hausrath war nach seinem älteren Bruder August der zweite Sohn des protestantischen Theologen Adolf Hausrath (1837–1909) und der Regierungsbeamtentochter Henriette Fallenstein (1840–1895) und damit mütterlicherseits ein Neffe von Max Weber senior und Hermann Baumgarten. 

Er studierte Forstwissenschaften an der Ludwig-Maximilians-Universität München, wo Karl Gayer einer seiner Lehrer war. 1888 wurde er im Corps Hubertia Freiburg recipiert (xx,xxx). 1891 wurde er in München zum Dr. oec. publ. promoviert. Danach ging er an die Staatliche Forstschule Karlsruhe, die zur Technischen Hochschule Karlsruhe gehörte. Er habilitierte sich 1895 und wurde 1896 Privatdozent. Seit 1898 a.o. Professor, wurde er 1904 als o. Professor für Forstpolitik und Forstliche Statistik berufen. Im Ersten Weltkrieg war er 1917/18 Rektor der Technischen Hochschule. 1920 legten die TH Karlsruhe und die Eberhard Karls Universität Tübingen den forstlichen  Hochschulunterricht in Freiburg zusammen. An der Albert-Ludwigs-Universität Freiburg erhielt Hausrath einen Lehrstuhl, den er bis zu seiner Emeritierung 1934 innehatte. Er widmete sich der Forstgeschichte, vor allem von Schwarzwald und Odenwald. Erst lange nach seinem Tod erschien eines seiner Hauptwerke, die Geschichte des deutschen Waldbaus. Von seinen Anfängen bis 1850. Ein Teil seines wissenschaftlichen Nachlasses wird an der Universität Freiburg verwahrt.

## Ehrungen
- Geheimer Hofrat
- Ehrenbürger der TH Karlsruhe[5]
- Goethe-Medaille für Kunst und Wissenschaft (1941)

## Schriften
- Forstgeschichte der rechtsrheinischen Theile des ehemaligen Bisthums Speyer, Berlin 1898.
- Der deutsche Wald, Leipzig 1907.
- Pflanzengeographische Wandlungen der deutschen Landschaft, Leipzig und Berlin 1911.
- Geschichte des Waldeigentums im Pfälzer Odenwald, Karlsruhe 1913.
- Aus der Waldgeschichte des Schwarzwaldes, Freiburg 1938.
- Geschichte des deutschen Waldbaus. Von seinen Anfängen bis 1850, Freiburg 1982 (in der Schriftenreihe des Instituts für Forstpolitik und Raumordnung der Universität Freiburg, ISBN 3-8107-6803-0)